# Geprüfte Sicherheit

Marchio GS

Il marchio Geprüfte Sicherheit (in italiano: sicurezza verificata) o GS è un marchio di certificazione per apparecchiature. La sua presenza indica che l'apparecchio è conforme ai requisiti di sicurezza tedeschi ed europei.
La differenza sostanziale tra il marchio GS ed il marchio CE è che la conformità ai requisiti di sicurezza europei è stata verificata ed accertata da un gruppo indipendente approvato dallo stato. Il marchio è basato sul GPSG (Geräte- und Produktsicherheitsgesetz, in italiano: decreto per la sicurezza dei prodotti e degli apparecchi).
La verifica della conformità del prodotto al marchio può essere fatta presso molti laboratori, come BG-PruefZert, TÜV, NEMKO, KEMA ed IMQ.
Sebbene il marchio GS sia stato ideato pensando di utilizzarlo nel mercato tedesco, lo si può trovare in tantissimi prodotti elettronici e macchinari sparsi in tutto il mondo.